# Заштита животне средине
Заштита животне средине подразумева скуп различитих поступака и мера који спречавају угрожавање животне средине с циљем очувања биолошке равнотеже. Еколошка одбрана је мултидисциплинарна и треба да представља трајну обавезу свих чланова друштва. Њена мултидисциплинарност проистиче из чињенице да здравље, животна средина и социјални услови представљају комплекс области и проблема који су у сталној интеракцији. Брига о животној средини је са гледишта нашег друштва приоритет од свеукупног значаја за друштво. Здрава животна средина је основ за очување људске егзистенције, здравог развоја друштва и битан фактор за ниво живота становништва.
Циљеви заштите животне средине су:
- Очување и заштита здравља људи, целовитости, разноврсности и квалитета екосистема.
- Генофонда животињских и биљних врста
- Плодности земљишта
- Природних лепота и просторних вредности
- Културне баштине и добара које је створио човек
- Обезбеђење услова за ограничено, разумно и одрживо газдовање живом и неживом природом
- Очување еколошке стабилности природе, количине и квалитета природних богатстава
- Спречавање опасности и ризика по животну средину

## Екологија
Екологија је наука о животној средини, о борби да се помире сукобљени интереси у одређивању спољашњих услова живота, веза живих организама с њиховим природним окружењем. Екологија није само биологија она је много више од тога. Планета Земља је настала пре 4,6 милиона година, када се од гасова и космичке прашине згуснула у чврсту куглу. Земља је једина планета на којој је живот могућ. То је зато што је прекривена танким слојем ваздуха, тла и воде који се назива биосфера. Екологија је релативно млада наука. Термин екологија је изведен из грчких речи “Oikos” (дом, место становања, станиште) и “Logos” (учење, наука, реч).
Екологија је наука која проучава узајамне односе међу организмима и њихову зависност од спољашњих фактора, првенствено климатских услова и тла на коме живе, начин исхране и друштвене односе, размножавање и друге сличне појаве. Целокупан простор на земљиној површини насељен живим бићима назива се биосфера.
Биосфера обухвата три животна подручја:
- Литосферу (копнену област)
- Хидросферу (водени прекривач)
- Доњи слој атмосфере (ваздушног омотача) наше планете.

Фактори од којих зависи опстанак у неком животном подручју називају се еколошки фактори (фактори спољашње средине).
Еколошки фактори могу бити:
- Абиотички они који представљају неживе силе природе као што су клима, подлога, рељеф.
- Биотички као што су узајамни односи и међусобна зависност међу самим живим бићима и антропогени фактори.

Основни еколошки принципи или закони су:
- Кружење супстанци
- Протицање енергије
- Тофички односи
- Биогеохемијски циклуси
- Биолошка разноврсност
- Хијерархијска организација
- Динамичност и сукцесија
- Органска продукција

ФАО (Food and Agriculture Organization) процењује да је током последњег века изгубљено око ¾ генетског материјала пољопривредних биљних култура, док је од постојећих 6300 животињских врста око 1350 у опасности да нестане или је већ нестало. На глобалном нивоу биљне и животињске врсте се чувају у банкама гена, ботаничким баштама и зоо вртовима, али је исто тако важан задатак очувања биодиверзитета на пољопривредним добрима и у природном окружењу где се врсте могу прилагођавати новонасталим условима у борби са осталим врстама у окружења

## Животна средина
Животна средина јесте скуп природних и отворених вредности чији комплексни међусобни односи чине окружење, односно простор и услове за живот; то су сви услови, околности и утицаји који окружују и утичу на развој једног организма или групе организама, утицаји долазе како од живе тако и од неживе природе. Животну средину чини свет природе (биљке, животиње, земљиште, ваздух и вода), који је постојао милијардама година пре човека и свет објеката, предмета и институција које је човек сам изградио користећи технику, технологију и науку да би створио окружење које одговара његовим потребама.
Животна средина или човекова околина представља све оно што нас окружује, односно све оно са чиме је директно или индиректно повезана човекова животна и производна активност.

### Климатске промене
Неравномерно загревање земљине сферичне површине и положај Земље у односу на орбиту одређује различиту климу на различитим географским ширинама.
Температура, циркулација ваздуха и таложење Већина климатских промена на Земљи је условљена неравномерним загревањем њене површине. Неравномерно загревање је последица сферичног облика Земље и угла под којим се Земља ротира око своје осе док кружи око Сунца. Зато што је земља сфера, сунчеви зраци су најинтензивнији тамо где је оно директно изнад.

### Атмосфера
Атмосфера је ваздушни омотач око Земље, који постоји захваљујући земљиној гравитацији и пружа се вертикално изнад Земље, до неких 3000 km у висину.
Ваздух је најзначајнији животни и биолошки ресурс. Ваздух је смеша гасова од којих су неки у врло променљивом саставу: азота има 78,08 %, кисеоника 20,95 %, аргона 0,93 % и у врло малим количинама криптона, ксенона, хелијума, неона и других.
Атмосферу чини пет основних слојева:
- Тропосфера
- Стратосфера
- Мезосфера
- Термосфера
- Егзосфера

Са еколошке тачке гледишта тропосфера је најосетљивији део атмосфере као и глобалне средине на Земљи. Изнад тропосфере је стратосфера, у којој се на висинама од око 22-27 км концентрише озон, формирајући озонски слој који апсорбује Сунчеве ултраљубичасте зраке, убитачног фотодеструктивног дејства за жива бића, те омогућава и штити опстанак живота на Земљи. Стратосфера садржи око 90% атмосферског озона, који у атмосфери непрестано настаје и разграђује се под дејством велике енергије ултраљубичастог зрачења.
За очување биолошке разноврсности неопходно је познавати десет принципа
- Сваки облик живота је јединствен и тражи поштовање људског рода.
- Очување биолошке разноврсности је инвестиција која доноси битну корист на локалном, државном и општем плану.
- Трошкови и корист од очувања биолошке разноврсности морају се равномерније поделити међу државама и мећу грађанима тих држава.
- У оквиру напора да се постигне одрживи развој, очување биолошке разноврсности тражи фундаменталне промене у моделима и стварности економског развоја широм света.
- Повећано инвестирање у очување биолошке разноврсности неће смањити само по себи њено осиромашење. Доношењем одговарајућих стратегија и институционалним реформама треба створити услове да то повећано инвестирање буде ефикасно.
- Приоритети за очување биолошке разноврсности мењају се у зависности од локалних, државних и глобалних погледа;сви они имају своју логику и треба их узети у обзир.
- Очување биолошке разноврсности може се одржати само ако су свест и брига јавности знатно повишени и ако људи који праве стратегије и планове имају валидне информације које им служе за избор стратегија и планова.
- Акције за очување биолошке разноврсности морају бити планиране и примењене у обиму који зависи од еколошких и друштвених критеријума.
- Културна разноврсност је тесно повезана са биолошком разноврсношћу.
- Повећано учешће јавности, поштовање основних људских права, повећана приступачност образовања и информација људима о очувању биолошке разноврсности.

### Хидросфера
Вода је по много чему посебна материја. Свеприсутна је на планети, јер у потпуности сачињава једну од земљиних сфера- хидросферу, а присутна је и у атмосфери, литосфери и егзосфери.

### Загађење
Загађење животне средине јесте уношење загађујућих материја или енергије у животну средину, изазвано људском делатношћу или природним процесима које има или може имати штетне последице на квалитет животне средине и здравље људи. Загађење ваздуха је уношење штетних природних и синтетичких материја у атмосферу као директна или индиректна последица човекових делатности.
Загађивачи могу бити чврстог, течног или гасовитог агрегатног стања.
Загађен ваздух на различите начине утиче на живи свет: утиче на здравље људи и других живих организама, на климатске промене, промене у воденим токовима, земљишту.
Главни узрочници загађивања ваздуха:са опадајућим значењем су саобраћај, производња електричне струје, индустрија, шумски и пољопривредни пожари и спаљивање.
Утицај загађивања ваздуха на здравље људи:
Ефекат одређеног загађивача на здравље човека зависи и од самог човека, његових година и генетичког наслеђа, да ли болује од неких болести, од степена физичке активности, стреса.
Могућа класификација болести везаних за проблем деловања загађивача ваздуха на људе
- Дисајни надражаји и акутни проблеми функције плућа
- Рак
- Структурне промене
- Системска тровања
- Слабљење имунског система који доводи до повећане подложности инфекцијама
- Остали типови смањеног садржаја кисеоника у ткиву

### Загађивање водених ресурса
Најоштрија дефиниција загађивања вода могла би бити да је то свака човекова активност која умањује употребљивост воде као ресурса. Овде, међутим, треба напоменути да је загађеност дате природне воде директно условљена њеном будућом наменом.

### Чврсти и опасни отпад
- Чврсти отпад је сваки неупотребљиви предмет или материјал који власник одложи, намерава да одложи или је приморан да одложи у складу са једном од категорија према утврђеној класификацији отпада.
- Комунални отпад је чврсти отпад који настаје у урбаним срединама и у највећем обиму га чини тзв.резиденцијални и комерцијални отпад.
- Интерни отпад је сваки отпадни материјал који настаје у индустријском процесу, а који по својим особинама не утиче штетно на животну средину и здравље људи, односно, не садржи опасне карактеристике.
- Медицински отпад подразумева сав отпад настао у здравственим установама, без обзира на његов састав, особине и порекло. Опасни медицински отпад: 75% – 90% је комунални отпад, а 10% – 25% је медицински отпад.

Амбалажа
Амбалажа је данас пратећи део сваког производа. Пошто је производ искоришћен она се баца и од атрактивног паковања претвара у фактор загађења животне околине.
Материјали који се могу рециклирати су:
- Метал: Лименке од пића, конзерве од хране, паковања од дезодоранса.
- Пластика: Пластичне боце од пића, детерџената, гајбе.
- Стаклена амбалажа: Све стаклене боце, огледала, прозорска стакла.
- Картон: Картонске кутије.
- Папир: Свеске, новине, коверте.

### Мере заштите животне средине
Заштита животне средине обухвата мере за: Смањење буке, контроле воде, смањење штетних испусних гасова из индустријских постројења и промета, контролу квалитета прехрамбених производа, забране производње једињења која разграђују озонски омотач или негативно контаминирају постојеће екосистеме.Званичан сајт eko.minpolj.gov.rs